# Ziamet
Lo Ziamet era una forma di regime fondiario nell'Impero ottomano, consistente nella concessione di terre o entrate da parte del sultano ottomano a un individuo in compenso per i suoi servizi, in particolare quelli militari. Con lo ziamet, pertanto, le terre potevano essere acquisite in virtù della partecipazione a operazioni belliche. Il sistema ziamet fu introdotto da Osman I, che concesse il possesso della terra alle sue truppe. Successivamente, questo sistema fu ampliato da Murad I per i suoi spahi (cavalleria).

## Contesto
Lo Stato selgiuchide, prima dell'ascesa dello Stato ottomano nel XIV secolo, utilizzava gli ziamet nel tentativo di implementare i governatori provinciali, che erano anche capi subordinati nel regime militare. In questo periodo pre-ottomano, i timar furono usati con altre tattiche, come la costruzione di caravanserragli, nel tentativo di sedentarizzare i gruppi nomadi. Lo Stato ottomano in seguito assunse questo "sistema timar" dopo aver conquistato l'Anatolia e rappresentò solo una delle numerose istituzioni evidenti nell'Impero ottomano derivate dallo Stato selgiuchide.

## Storia
L'Impero ottomano entrò nel caos nell'affermare il "controllo del governo centrale" durante il XVI e il XVII secolo e per riaffermare la propria potenza militare. Gli ziamet della cavalleria ottomana furono ingranditi e ceduti a un numero minore di proprietari, con un mandato più lungo. Pertanto, l'autorità nelle aree provinciali si trasformò in autorità di polizia quando le amministrazioni locali si sciolsero e gli ziamet furono chiamati a identificare le imposte fondiarie o iqta' da versare al Tesoro centrale. Tale conversione degli ziamet si rivelò un passo necessario per conseguire un più efficiente controllo provinciale nell'Impero ottomano, poiché il declino economico dell'impero diede a questi governatori provinciali maggiori possibilità di affermare il potere.
Il titolare dello ziamet agiva come agente del governo ottomano centrale, incaricato di supervisionare il possesso, il trasferimento e l'affitto delle terre all'interno del suo territorio e nella riscossione delle entrate fiscali, in cambio del servizio militare. Un timar non era necessariamente costituito da proprietà contigue ma poteva consistere in proprietà sparse tra diversi villaggi.
il titolare del timar era chiamato zaim.

## Ziamet
Ziamet era il termine usato per una terra nel sistema timar durante l'Impero ottomano tra il XIV e il XVI secolo, che aveva un gettito fiscale con un valore annuo compreso tra 20 000 e 100 000 akçe. I ricavi prodotti dalla terra fungevano da compensazione per i servizi militari.